# Bonavision
A Bonavision ou Bonavision Auxílios Ópticos Ltda. é uma empresa que desenvolve produtos para a ampliação da imagem com tecnologia e design. Foi fundada por doutores provenientes da Universidade de São Paulo – USP, pesquisadores nas áreas de Oftalmologia e Design. O público alvo são os deficientes visuais com baixa visão ou visão subnormal e aqueles que precisam ampliar e transmitir imagens, para uso educacional, técnico e científico.
As soluções envolvem tecnologia, conforto e facilidade de uso. Desde que a Bonavision iniciou sua produção, está colocando no mercado brasileiro cerca de um produto por ano, todos com características inovadoras, sempre pensando em 3 princípios: qualidade técnica (associada à durabilidade, segurança e atendimento dos requisitos desejados), ergonomia (para que os produtos possam ser usados com facilidade pelos deficientes) e design (os produtos para deficientes podem ter alta qualidade estética e serem bonitos). 

## História
Em fevereiro de 2005, a arquiteta Fernanda Alves da Silva Bonatti apresentou o seu Trabalho Final de Graduação – TFG, na Faculdade de Arquitetura da Universidade de São Paulo- FAU USP: “Terapia com Design: desenvolvimento de produto de auxílio à Visão Subnormal”. Fernanda Bonatti, que é também médica graduada em 1984 pela Faculdade de Medicina da USP, inventou a lupa acoplada a uma prancha para leitura.
Em julho de 2005 Fernanda Bonatti se associou ao médico oftalmologista e pesquisador da Faculdade de Medicina da USP, Dr. José Américo Bonatti, para se submeterem a um processo de seleção no Centro de Inovação, Empreendedorismo e Tecnologia – CIETEC, uma incubadora de empresas sediada no Instituto de Pesquisas Nucleares-IPEN, dentro do campus da USP, visando à formação de uma empresa para desenvolver e produzir comercialmente o produto idealizado.  
A empresa científica Bonavision Auxílios Ópticos Ltda. foi então fundada em setembro de 2005, sediada na incubadora de empresas da Cidade Universitária, Cietec, em São Paulo, com o intuito de transferir conhecimentos científicos da universidade para a produção de equipamentos para a baixa visão que pudessem estar disponíveis no mercado a fim de melhorar a qualidade de vida e facilitar a inclusão social dos deficientes visuais brasileiros. Seus fundadores sempre acreditaram que suas ideias científicas devem se traduzir em produtos. 
Em 2009 a Bonavision lançou a “Prancha de leitura acoplada à lupa”, cujo desenvolvimento foi apoiado pela Fundação de Amparo à Pesquisa do Estado de São Paulo- FAPESP, com recursos financeiros ao pesquisador Dr. José Américo Bonatti.
Fernanda Bonatti defendeu sua tese de doutorado “Design para deficientes visuais: proposta de produto que agrega videomagnificação a uma prancha de leitura” em setembro de 2009. Esta tese recebeu “Menção Honrosa” no 24º Prêmio de Design do Museu da Casa Brasileira em 2010.
Em 2010 a Bonavision desenvolveu e lançou no mercado uma Lupa Eletrônica para deficientes visuais graves, utilizando a mesma plataforma da “Prancha de leitura acoplada à lupa”, com substituição da tecnologia óptica pela tecnologia da câmera de vídeo, que transmite a imagem para uma tela de TV ou monitor de computador. É um produto inovador mundialmente, pois utiliza um mecanismo de movimentação da câmera de vídeo totalmente diferente dos que existem nos mercados nacional e internacional.
As Lupas Eletrônicas da Bonavision fazem parte de uma família de produtos, composta pela lupa de apoio com foco ajustável de 22 graus, pela prancha de leitura com lupa, pelas Lupas Eletrônicas, em 4 modelos atualmente, que utilizam a mesma plataforma da Prancha de leitura com lupa, só que, ao invés da Lupa, a substitui por uma câmera de vídeo, transmitindo a imagem para a tela da TV ou diretamente para um monitor de computador, sem a necessidade de instalar programas. O usuário não precisará de monitor adicional: poderá utilizar o monitor ou a TV que já tem em casa. 
Isto torna essa família de produtos um sistema versátil, que, além de contribuir para a inclusão dos deficientes visuais, a torna sustentável, à medida que utiliza processos de fabricação e componentes em comum, com pequenas variações que poderão orientar sua produção para um ou outro produto final, dependendo da necessidade do usuário. É uma atitude empresarial que orienta o design com objetivos socioeconômicos e ambientais compatíveis com a época atual, em que se deseja incorporar a tecnologia, mas sem se esquecer da economia e da preocupação com o meio ambiente, evitando-se desperdícios.

## Produtos

### Lupa de Apoio 28D
O princípio que orientou o design desta lupa foi o de  afastar o estereótipo da lupa tradicional, o anel preto em torno de uma lente; e também a ideia de se afastar do design de algumas lupas em que a lente fica apoiada diretamente sobre o papel. É muito difícil, para um deficiente visual, localizar um objeto totalmente transparente ou branco. Deve-se pensar nessa dificuldade. E o anel em torno da lente pode ser de outra cor, não precisa ser sempre preto ou branco. Pensando nisso a empresa Bonavision Auxílios Ópticos lançou uma “Lupa de apoio” inovadora em 2008, com uma borda azul, que, além de oferecer um grande aumento, possui um design baseado nos princípios do design universal, ou seja, o design de produtos endereçados aos deficientes não precisa ser diferente do design de produtos para as demais pessoas. 

### Prancha de Leitura com Lupa Deslizante
Baseando-se em um problema enfrentado por seu avô idoso e deficiente visual, que sempre acabava derrubando a lupa ao ler o jornal, Fernanda Bonatti inventou um mecanismo que pudesse prender a lupa, para quando a mão dele entrasse em fadiga. É um produto inovador mundialmente, pois acopla uma lupa a uma prancha de leitura, facilitando a leitura por parte dos deficientes visuais leves. Permite o acompanhamento da linha horizontal com segurança. É um produto que também pode ser utilizado por pessoas sem deficiência, que necessitem da ampliação da imagem para o trabalho, lazer, etc.

### Lupa Eletrônica com Zoom
Foi lançada no dia 17 de junho de 2011 durante o V Congresso Brasileiro de Visão Subnormal em Salvador-BA. É mais um produto destinado a pessoas deficientes visuais, com baixa visão, desta vez incluindo uma gama de usuários a mais ampla possível, desde os que possuem deficiência visual leve, moderada e grave. Um sistema de zoom permite diferentes aumentos da imagem conforme a necessidade do usuário. O usuário pode escrever ou desenhar sob a câmera.
É um produto que foi desenvolvido a partir da pioneira Lupa Eletrônica da Bonavision, criada em 2010, que tinha aumento fixo e foi concebida a partir da ideia da implantação da tecnologia de câmera de vídeo no lugar da lente do produto Prancha de leitura com lupa.
Até hoje, as lupas eletrônicas que existem no mercado nacional e internacional baseiam-se em um de 2 tipos: ou a câmera se move (com ou sem tela associada) sobre o papel ou a câmera é fixa (geralmente por um braço) e o papel é que se move sob ela. Quando a câmera se move, pode sair do lugar com facilidade, interrompendo e dificultando a leitura. Quando a câmera é fixa e o papel se move, o papel é que sai do lugar com facilidade, o que também interrompe e dificulta a leitura. A lupa eletrônica da Bonavision inventou uma terceira possibilidade: a câmera se move em um trilho, o que proporciona segurança ao usuário, pois a câmera e o papel ficam fixos e só irão se mover com o controle do usuário.
É um equipamento que pode ser utilizado com um treinamento mínimo, muito fácil de entender. É útil nas escolas, para os estudantes deficientes visuais com baixa visão, pois lhes permite ler, escrever e desenhar, utilizando o mesmo material dos colegas, sem a necessidade de impressão com ampliação, recurso caro e demorado.
Com ela, continua sendo possível acompanhar uma linha horizontal com segurança, que é um dos princípios de criação do produto “Prancha de leitura acoplada à lupa”, pois a câmera de vídeo movimenta-se em um trilho metálico de uma bandeja, somente com a movimentação voluntária da mão do usuário; o usuário pode estar sentado a uma mesa, em um sofá de sua casa ou até mesmo na cama. É um produto inclusivo: quem tem problemas motores do tipo tremores também pode usar.
A Lupa Eletrônica com zoom da Bonavision foi um dos produtos finalistas da categoria eletroeletrônicos do 25º Prêmio do Museu da Casa Brasileira de 2011, considerado o mais importante prêmio de design brasileiro. Foi a primeira vez que um equipamento brasileiro para deficientes esteve presente na exposição de produtos da categoria eletroeletrônicos ao lado de produtos clássicos desta categoria, como as geladeiras e aparelhos de ar condicionado. A exposição ocorreu no Museu da Casa Brasileira, à Av. Faria Lima, 2705, São Paulo-SP, entre 23 de novembro de 2011 a 15 de janeiro de 2012.

### Lupa Eletrônica para Longe
Lançada em 2013, é um sistema que permite a alternância entre duas câmeras de vídeo conectadas a um mesmo monitor. A primeira câmera de vídeo do equipamento, voltada para a lousa, é presa a um suporte vertical fixo com haste flexível para cima e para baixo e para os lados, apoiado sobre a carteira escolar. Já a segunda câmera de vídeo é da Lupa Eletrônica com zoom, para perto. A fim de alternar o uso das duas câmeras, sem que a primeira perca o foco da lousa e a segunda o do caderno, existe um botão de controle com o qual o estudante pode alternar o uso das duas câmeras de vídeo na mesma tela. Quando estiver escrevendo e esquecer o que estava escrito na lousa, basta apertar o botão e a imagem exata do que estava copiando aparecerá na tela. Ao apertar novamente o botão, surgirá a imagem do caderno e assim sucessivamente. A facilidade de uso facilita a inclusão do estudante com deficiência visual e dispensa a necessidade de um professor ao lado do aluno tendo que ler o que está escrito na lousa para ele copiar.

### Câmera de Documentos
Em 2014 a Bonavision desenvolveu esse sistema que permite capturar e demonstrar imagens e sons em apresentações em tempo real. Também é possível gravar as demonstrações. O equipamento pode ser usado nas mais diversas áreas do conhecimento e da atividade tecnológica. São múltiplas as possibilidades de uso: em controle de qualidade de produção, impressão, ampliação de imagens em medicina forense, produção de produtos que exijam precisão, como a fabricação de circuitos, colagens, tecelagem, entre outros. A câmera permite a transmissão simultânea do conteúdo capturado ou gravado e pode auxiliar na preparação de aulas e tutoriais, integrando-se a computadores, televisores, projetores e quadros interativos. A estrutura é ajustável à demonstração de páginas de livros, manuscritos e objetos e peças diversas.

## Prêmios
Prêmio Sentidos 2010 – classificada como uma das 3 empresas finalistas na categoria “Menção Honrosa-Empresas” concedido pela Secretaria do Estado dos Direitos da Pessoa com Deficiência, do Governo do Estado de São Paulo.
Prêmio Sentidos 2011 – recebeu a Homenagem por ter sido uma das empresas finalistas da 4ª Edição do Prêmio Sentidos, concedido pela Secretaria do Estado dos Direitos da Pessoa com Deficiência, do Governo do Estado de São Paulo.
25º Prêmio de Design do Museu da Casa Brasileira em 2011 – o produto “Lupa Eletrônica com zoom- Modelo LEZ1080” foi um dos finalistas na categoria “eletroeletrônicos” da edição do prêmio.